# Promachus hypoleucochaeta
Promachus hypoleucochaeta là một loài ruồi trong họ Asilidae. Promachus hypoleucochaeta được Bezzi miêu tả năm 1908.